# Kadobna
Kadobna (ukr. Кадобна) – wieś na Ukrainie, w  obwodzie iwanofrankiwskim, w rejonie kałuskim.

## Urodzeni
- Jan Kowarz